# Majala (Konguta)
Majala est un village de la commune de Konguta du comté de Tartu en Estonie.
Au 31 décembre 2011, il compte 71 habitants.